# O telesu in duši
O telesu in duši (madžarsko Testről és lélekről) je madžarski dramski film iz leta 2017, ki ga je režirala in zanj napisala scenarij Ildikó Enyedi. V glavnih vlogah nastopata Géza Morcsányi in Alexandra Borbély. Zgodba prikazuje direktorja klavnice Endreja (Morcsányi) in novoimenovano inšpektorko za kvaliteto mesa Mário (Borbély), ki odkrijeta, da se lahko med seboj sporazumevata preko sanj, kar ju pripelje do sporne romance.
Film je bil premierno prikazan 10. februarja 2017 na Mednarodnem filmskem festivalu v Berlinu, kjer je osvojil glavno nagrado zlati medved ter tudi nagradi Mednarodnega združenja filmskih kritikov in ekumenske žirije, v madžarskih kinematografih pa 2. marca. Izbran je bil za madžarskega kandidata za oskarja za najboljši tujejezični film na 90. podelitvi oskarjev in bil nominiran za oskarja. Alexandra Borbély je osvojila evropsko filmsko nagrado za najboljšo igralko, film pa je bil nominiran še za najboljši film, režijo in scenarij. Osvojil je še nagradi za najboljši film na Filmskem festivalu v Sydneyju in festivalu Camerimage, nagrado Días de Cine za najboljši tuji film, nagrado International Cinephile Society, nagradi občinstva na Filmskem festivalu v Mumbaju in Mednarodnem filmskem festivalu v Portlandu ter nagrade za najboljši film, režijo, scenarij, igralko (Borbély) in stransko igralko (Réka Tenki) na madžarskem tednu filma.

## Vloge
- Géza Morcsányi kot Endre
- Alexandra Borbély kot Mária
- Réka Tenki kot Klára
- Zoltán Schneider kot Jenő
- Ervin Nagy kot Sanyi
- Itala Békés kot Zsóka